# Episode Interactive
A.Episode Interactive ( Episodio Interactivo ) es un juego que se encuentra solo en inglésaunque existen historias en otros idiomas. Ha sido desarrollado por Episode Interactive, LLC con sede en San Francisco, CA con la ayuda de 208 trabajadores especializados en este ámbito. La aplicación es para móvil, aunque también se puede encontrar en Internet. En ella, se pueden leer cientos de historias animadas en las cuales las decisiones que tomes son muy importantes. Además, la app anima a los escritores a escribir sus propias historias para la comunidad de Episode ( en cualquier idioma), luego las podrán publicar y compartir con los millones de lectores.

## Lector
En el juego, el lector asume un rol, el cual varia según la historia. A medida que va leyendo ha de tomar muchas decisiones diferentes, desde que ponerse para ir al colegio, para salir con los amigos o asistir a una cita, hasta si debería firmar un contrato que cambiará la vida de su personaje. Por ello son tan importantes, porque de ellas depende el curso que seguirá la historia y su final. 

## [1]Historias
Desde que descargas la aplicación, tienes acceso a los cientos de historias que contiene. Pero las dos primeras que te aparecen, y que te recomienda la app son: Mean Girls y Demi Stories.

### Mean Girls
Mean Girls: Senior Year (Chicas Malas: Último año) es una de las historias que los creadores del juego han seleccionado para sus lectores.

#### Sinopsis
¡ÚLTIMO AÑO! Entra en el mundo de una chica, justo donde lo dejó la película, y navega por el drama y el romance del último año en la universidad North Shore. A medida que te enfrentas con Regina George, vas a ir conociendo a los personajes de la película como Cady, Janis, Damian, y por supuesto “Las Plásticas” o “Las Divinas”. También te reunirás con el chico de tus sueños, pero Regina no dejará que lo consigas tan fácilmente. ¿Qué decisiones vas a tomar a lo largo del curso? 

### Demi Stories
Demi Stories: Path to Fame (Historias de Demi: Camino a la fama) es otra de las historias preseleccionadas de la app, en la cual aparece la famosa cantante Demi Lovato.

#### Sinopsis
El protagonista que vas a representar en esta historia es un aspirante a cantante y compositor, así como un gran fan de Demi Lovato. Cuando Demi vuelve a su ciudad natal, podrás entrar en un concurso de canto y terminarás por unirte a Demi durante dos semanas de gira. Después de eso, también pondrás en marcha tu propia carrera. Tendrás que encontrar el equilibrio entre tu carrera, tu vida amorosa y muy ocupada, tu familia y tu mejor amigo. ¿Te las podrás arreglar en una vida donde el drama abunda?
Además, de ambas historias existen anexos, pequeñas historias que plantean el punto de vista de otros personajes o bien, te dan a conocer días que no has vivido en la historia original, como por ejemplo el cumpleaños de Demi.

## Laila
En Episode todo usuario puede crear su propia historia, sin importar lo que quieras contar. Actualmente la app contiene alrededor de 4 millones de escritores que ya han compartido sus historias con los demás.
Para empezar a escribir solo tienes que acceder a la pestaña que dice “Create” (crear) y poner título a tu historia. A continuación, lo primero que te sugiere la aplicación para hacer es escoger algunos de los personajes que van a protagonizar tu historia. Deberás decidir cuál va a ser su nombre, su tono de piel, el color y el largo del pelo, los rasgos de la cara, y la altura que tendrá. Luego podrás acceder al gran armario que te ofrece Episode, tanto de ropa, como de zapatos y accesorios.
Cuando ya tengas algunos de tus personajes, podrás empezar con el primer capítulo. Escribir en Episode es un tanto complejo ya que tendrás que aprender algo del idioma de ordenadores para que luego tus personajes, se muevan correctamente, digan lo que les toca decir y te den la opción de escoger una respuesta cuando tú lo hayas decidido.